# Chi è più felice di me!
Chi è più felice di me! è un film del 1938 diretto da Guido Brignone.

## Trama
Un celebre tenore lirico parte per una lunga tournée all'estero, senza sapere che la donna che ha lasciato, una cantante del teatro di varietà, aspetta un bambino. Al suo rientro viene a sapere la verità sulla nascita del figlio; chiederà solenne perdono alla sua donna e si sposeranno.

## Critica
(Filippo Sacchi)